# Veikko Karvonen
Veikko Leo Karvonen (ur. 5 stycznia 1926 w Sakkola, zm. 1 sierpnia 2007 w Turku) – fiński biegacz, maratończyk. Z zawodu był listonoszem, trenował w barwach klubu Turun Urheiluliitto. Był uczestnikiem 35 biegów maratońskich, wygrał 15, w tym między innymi Bostoński i Ateński. W 1954 zwyciężył na mistrzostwach Europy w Bernie. Na Igrzyskach Olimpijskich w Melbourne w 1956 zdobył brązowy medal.

## Kariera
Karvonen urodził się w Sakkola, małym karelskim mieście należącym do Finlandii i zaatakowanym przez Związek Radziecki podczas drugiej wojny światowej. Karvonen został ewakuowany do Saarijärvi, gdzie zaczął swoją zawodniczą karierę trenowany przez Jussiego Kurikkalę. Pierwszy pobiegł dystans maratoński jesienią 1949 w Turku z obiecującym wynikiem 2:45:07.
Karvonen uczestniczył w Mistrzostwach Europy w Lekkoatletyce w Brukseli. W biegu maratońskim zajął drugie miejsce ze stratą 32 sekund do zwycięzcy Jacka Holdena. W rocznym rankingu Track and Field News został drugim najlepszym maratończykiem, zaraz za Holdenem.
W 1951 Karvonen wystartował w trzech maratonach i w każdym z nich zwyciężył. W lipcowych mistrzostwach Finlandii w maratonie osiągnął rezultat 2:28:46. W sierpniu w mistrzostwach Skandynawii przebiegł dystans maratoński w czasie 2:28:07. We wrześniu wygrał Maraton w Enschede z ponad sześcioma minutami przewagi nad Tomem Richardsem, zwycięski czas Karvonena wynosił 2:29:02. W 1951 Karvonen był sklasyfikowany jako najlepszy maratończyk na świecie w rankingu Track and Field News.
Karvonen intensywnie trenował przed Letnimi Igrzyskami Olimpijskimi w Helsinkach. Wiosną 1952 był na obozie treningowym w Dinan, kiedy nagle zaczął cierpieć na ból pleców, rozpoznany jako reakcja na uszkodzenie krążka międzykręgowego. Wskutek kontuzji został zmuszony do przerwania biegania na sześć tygodni. Ostatecznie, Karvonen był dopiero szósty podczas mistrzostw Finlandii w maratonie 22 czerwca po trasie olimpijskiej, mimo to został powołany do fińskiej reprezentacji na igrzyska olimpijskie. Karvonen odwdzięczył się swoim kibicom podczas biegu maratońskiego zajmując piąte miejsce z czasem 2:26:41, trzy i pół minuty za zwycięzcą Emilem Zátopkiem. Karvonen zajął piąte miejsce także w rocznym rankingu Track and Field News.
W 1953 Karvonen zajął drugie miejsce podczas Maratonu Bostońskiego. W tym biegu złamał granicę 2:20 po raz pierwszy. W sierpniu Karvonen zdobył srebrny medal podczas mistrzostw Finlandii w maratonie, a we wrześniu złoty na mistrzostwach Skandynawii. W październiku ponownie zmierzył się z Jimem Petersem w rodzinnym mieście Turku. Peters poprawił swój rekord świata o sześć sekund (2:18:35) i pokonał Karvonena o ponad siedem minut. W 1953 Kravonen był trzeci w światowym rankingu Track and Field News.
Karvonen nie poddał się po swoim niepowodzeniu w Turku. W następnym roku w trakcie Maratonu Bostońskiego podążał za Petersem, aż przejął prowadzenie przed znacznikiem 30 km. Peters zwolnił swój krok na trasie Heartbreak Hill i Karvonen odniósł swoje najbardziej znane zwycięstwo w czasie 2:20:39. Peters ukończył bieg z czasem in 2:22:40. W trakcie Mistrzostw Europy w Lekkoatletyce w Brukseli Karvonen, Boris Griszajew oraz Iwan Filin rywalizowali o zwycięstwo. Filin prowadził dwudziestoma metrami kiedy przybył jako pierwszy na stadion. Na swoje nieszczęście, skręcił w złym kierunku na bieżni i stracił zwycięstwo. Na stadionie Karvonen wykorzystał błąd Filina i zwyciężył przed Griszajewem i zawiedzionym Filinem. Karvonen z powodu błędu Filina nie doceniał w pełni swojego mistrzowskiego tytułu. W 1954 Karvonen startował razem w pięciu maratonach w ciągu ośmiu miesięcy i zajął pierwsze miejsce w rocznym rankingu Track and Field News.
W sierpniu 1955 Karvonen był drugi podczas mistrzostw Finlandii w maratonie, cztery minuty za Paavo Kotilą. W ciągu reszty sezonu nie przegrał żadnego biegu. We wrześniu wygrał mistrzostwa Skandynawii w maratonie, w październiku był pierwszy w Maratonie Ateńskim, a na koniec roku zwyciężył w grudniowym Maratonie w Fukuoce. Przez drugi rok z rzędu był najlepszym maratończykiem na świecie według listy Track and Field News.  
Na mistrzostwach Finlandii w maratonie w sierpniu 1956 Karvonen był dopiero trzeci za Paavo Kotilą i Eino Oksanenem. Jednak w tym biegu poprawił swój rekord życiowy (2:18:56), który pozostał jego najlepszym osiągnięciem do końca kariery. Podczas Igrzysk Olimpijskich Karvonen był najlepszym z Finów i ukończył bieg na trzecim miejscu. Dwanaście kilometrów przed metą Karvonen był jeszcze na drugim miejscu za Alainem Mimounem. Bieg był rozgrywany przy bardzo gorącej pogodzie i później Karvonen przyznał, że był to najbardziej bolesny start w jego karierze. Karvonen cierpiał przez ostatnie kilometry, jednak tylko Franjo Mihalić był zdolny do wyprzedzenia Fina. Powrót do pełnej sprawności Karvonena potrwał kilka miesięcy. W 1956 Karvonen uplasował się na trzecim miejscu w rankingu Track and Field News.
W Maratonie Bostońskim w 1957 Karvonen był drugi za młodym Amerykaninem Johnem Kelleyem, który pokonał Karvonena o prawie cztery minuty. The New York Times zanotował, że w połowie trasy Karvonen trzymał się za bok. W Karvonen jeszcze był szósty podczas Mistrzostw Europy w Lekkoatletyce w 1958 ze swoim trzecim najlepszym czasem (2:22:45), drugi podczas Maratonu w Fukuoce w 1958 czwarty w 1959 w Maratonie Bostońskim. Podczas swojej kariery Karvonen wziął udział w 35 biegach maratońskich i wygrał 15 z nich.